# 韓范
韓 范（かん はん、? - 410年）は、五胡十六国時代の前秦・後燕・南燕の官僚。

## 生涯
前燕で司空を務めた人物（韓恒と思われる）の孫。前燕が滅んだ後、前秦では姚興ととともに太子中舎人を務めた。慕容徳らに従い西に出、後燕では中書侍郎となった。
398年、慕容徳が滑台にて燕王を名乗ると東晋軍が北上。迎撃のため慕容徳が軍を率いて南下すると、滑台城内にいた者が北魏と通じてしまう。滑台を奪還せんとした慕容徳に対し、韓范は別の場所に拠点を移した方が良いと提唱。承認された。
400年、慕容徳は南燕の皇帝に即位。宴の中で臣下に対し、自らの才能が過去の皇帝に引き比べていかなるものかを問う。鞠仲が夏を復興させた少康や漢を復興させた光武帝を引き合いに出すと、慕容徳は布帛千匹を褒美に与えると言い出した。宴の軽口に対する褒美とするには余りに膨大な量である。鞠仲が慌てて辞退すると、慕容徳は「お前が虚言を言い出したから俺も虚言で答えたのだ」と言う。これらのやりとりを聞いた韓范は「天子に戯言無し、と仄聞しております。ならば忠臣にも虚妄に満ちた答えがあってはなりますまい。ただいまの応答を伺いまするに、上も下もが欺きあっておられる。これは君臣どちらにも手落ちがあると申すしかございますまい」と諫めた。慕容徳はこの言葉に喜び、韓范に布帛五十匹を下賜した。以降南燕朝廷内では直言諫言の気風が培われた。
403年、東晋を桓玄が簒奪、楚を立てる。禍を避けるべく劉軌・司馬休之・劉敬宣・高雅之らが南燕に亡命。韓范は慕容徳に南土侵攻の好機であると勧め、実際にその準備が進められたが、計画は慕容徳が病に倒れたため取りやめとなった。
405年、慕容徳が死亡。あとを継いだ慕容超は元々南燕に仕えていた慕容鍾や段宏と不和に陥っていた。やがて身を危ぶんだ慕容鍾が決起。慕容超はここで韓范に、慕容凝とともに鎮圧軍を率いさせる。しかし進軍する中で慕容凝もまた反旗を翻し、韓范殺害を目論む。韓范は先手を打って慕容凝を攻撃。慕容凝は後秦に出奔した。
407年、慕容超は後秦に捕らえられていた母および妻の返却を求めるべく、後秦に和親を提案した。決して友好的とは言えなかった両国の関係を取り持つため、韓范が使者として派遣された。姚興は長らくぶりに再会した韓范に対し論戦を挑むのだが、韓范は難なく論戦を切り抜けた。「そなたを越せたと思っていたが、まだまだ叶う相手ではなかったか」と姚興は感嘆、改めて韓范と旧交を温める宴を開いた。その宴においても韓范は姚興に対し当意即妙の受け答えをし、姚興を大いに喜ばせた。
409年、慕容超による東晋領内の略奪がきっかけとなり、晋将劉裕の侵攻を受ける。このとき慕容超は籠城戦を選択、あわせて韓范を後秦に派遣、援軍を要請していた。姚興もこれに応じ一万からなる援軍を編成したのだが、同時期に発生した赫連勃勃の反乱に後秦軍が敗北。予定された援軍も赫連勃勃軍に充てなければならなくなった。それを目の当たりとした韓范は「天は燕を滅されるおつもりであったか！」と嘆いた。同行者の中には後秦に亡命すべきだと勧めるものもあったが、韓范は劉裕の行軍が天意に認められたものとしか考えられず、ならば秦も間もなく滅ぼされるであろうと拒否、劉裕の元に下った。劉裕は韓范に南燕の将士らに向け降伏勧告をなすよう要請。すると韓范は代々仕えた国を滅ぼすような言葉を発するのは耐えきれないと拒否する。劉裕もその忠節を良きものであるとし、それ以上強要することはなかった。
410年、広固陥落。予定よりもはるかに攻城期間が延びたことに劉裕は激怒し、城内の男たちをことごとく穴埋めにし、その妻子はみな兵士らへの褒美に当てる、と言い出す。それを聞き、韓范が「斉の地にいるのは晋の遺民である。それを皆殺しにするのであれば、この先北魏や後秦から国土を奪回したときに民が東晋に帰服すまい」と諫言。劉裕も受け入れはしたが、それでもなお南燕の王公以下の鮮卑三千人は殺され、穴埋めとされた。妻や娘たちは将兵らへの褒美となり、城郭は破壊し平地とされた。
その後韓范は旧南燕の地の統治を委任されたが、劉穆之により「謀反を企んだ」とされ、処刑された。